# 奧巴瓦
48°30′49″N 22°48′36″E / 48.51361°N 22.81000°E

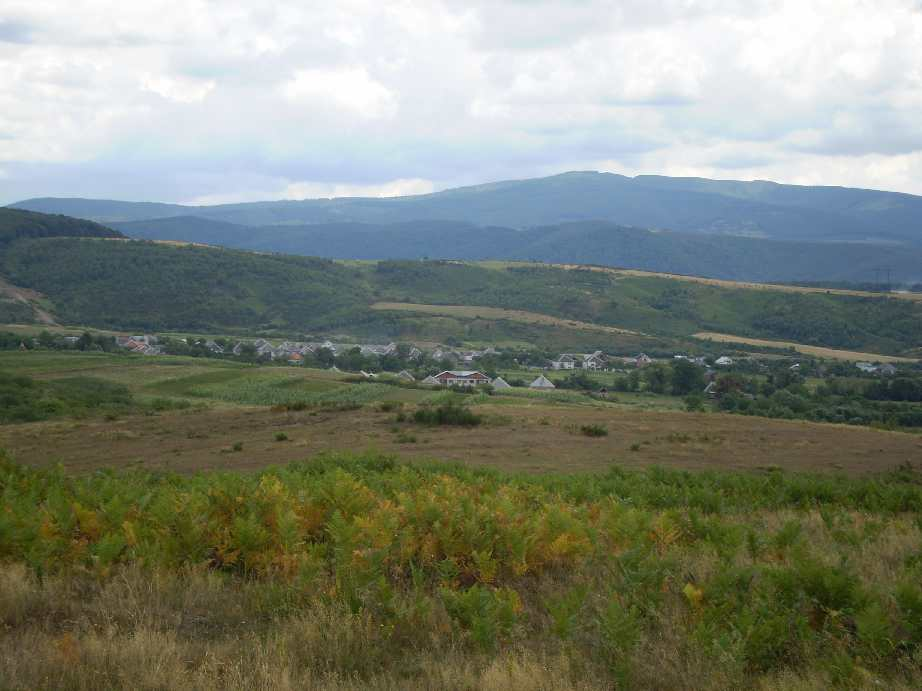

奧巴瓦（烏克蘭語：Обава），是烏克蘭的村落，位於該國西部外喀爾巴阡州，由穆卡切沃區負責管轄，始建於1600年，面積1.76平方公里，海拔高度234米，2001年人口990，人口密度每平方公里562.5人。